# Anarchy Archives
Das Projekt Anarchy Archives ist ein Onlinerecherchezentrum zu Geschichte und Theorie des Anarchismus und wurde von Dana Ward im September 1995 am Pitzer College, Claremont (Los Angeles County) gegründet. Das College zählt zu den liberal art colleges von Kalifornien und wird seit 1997 von Studenten der Politologie betreut und erweitert.
Das Projekt besteht aus zwei Hauptbestandteilen, einer Sammlung der Werke der Haupttheoretiker der Anarchismus und einer Geschichte der anarchistischen Bewegung im späten 19. und frühen 20. Jahrhundert.

## Werksammlung
Die Anarchy Archives verfügen über eine Werksammlung von Autoren verschiedener anarchistischer und sozialistischer Strömungen, darunter Individualanarchismus, Syndikalismus und Anarchistischer Kommunismus. Im Einzelnen sind dies:
| - Stephen Pearl Andrews (1812–1886) - Francisco Ascaso (1901–1936) - Ba Jin (1904–2005) - Mikhail Bakunin (1814–1876) - Alexander Berkman (1870–1936) - Marie-Louise Berneri (1918–1949) - Murray Bookchin (1921–2006) - Randolph Bourne (1886–1918) - John Cage (1912–1992) - Noam Chomsky (1928– ) - Voltairine de Cleyre (1866–1912) - Daniel Cohn-Bendit (1945– ) - Karl Diehl (1864–1943) - Sam Dolgoff (1902–1990) - Buenaventura Durruti (1896–1936) - Giuseppe Fanelli (1827–1877) - Francisco Ferrer Guardia (1859–1909) - Ricardo Flores Magón (1874–1922) - Elizabeth Gurley Flynn (1890–1964) - Luigi Galleani (1861–1931) | - Mahatma Gandhi (1869–1948) - William Godwin (1756–1836) - Emma Goldman (1911–1972) - Paul Goodman (1911–1972) - Daniel Guérin (1904–1988) - Big Bill Haywood (1869–1928) - Peter Kropotkin (1842–1921) - Gustav Landauer (1870–1919) - Alexandre Lefèbvre ( 1895–1934) - Gaston Leval (1895–1978) - John Henry Mackay (1864–1933) - Nestor Machno (1888–1934) - Errico Malatesta (1853–1932) - Albert Meltzer (1920–1996) - Louise Michel (1830–1905) - Octave Mirbeau (1848–1917) - Federica Montseny (1905–1994) - Johann Most (1846–1906) - Max Nettlau (1865–1944) - Juan García Oliver (1901–1980) | - Albert Parsons (1848–1887) - Lucy Parsons (um 1853–1942) - Rose Pesotta (1896–1965) - Pierre-Joseph Proudhon (1809–1856) - Herbert Read (1893–1968) - Elisée Reclus (1830–1905) - Rudolf Rocker (1873–1958) - Bertrand Russell (1872–1970) - Sacco und Vanzetti (1891–1927 / 1888–1927) - August Spies (1855–1887) - Lysander Spooner (1808–1887) - Max Stirner (1806–1856) - Lew Nikolajewitsch Tolstoi (1828–1910) - Carlo Tresca (1879–1943) - Benjamin Tucker (1854–1939) - Volin (1882–1945) - Josiah Warren (1798–1874) - Colin Ward (1942–2010) - George Woodcock (1912–1995) |